# 神山乡
神山乡，是中华人民共和国山西省忻州市定襄县下辖的一个乡镇级行政单位。

## 行政区划
神山乡下辖以下地区：
神山村、镇安寨村、赵家营村、管家营村、卫村、崔家庄村、小王村和师家湾村。